# Coppa dei Vincitori
La Coppa dei Vincitori di Coppa, più comunemente denominata Coppa dei Vincitori, fu una competizione a inviti organizzata dall'Associazione Svizzera di Football negli anni trenta del XX secolo e riservata a squadre di club delle principali federazioni europee vincitrici della rispettiva coppa nazionale; si tenne in maniera discontinua e con formato variabile dal 1930 al 1937.
Nella realtà, in alcune edizioni, la competizione vide l'invito esteso anche a formazioni che non avevano vinto la coppa nazionale (in alcuni casi vennero invitate squadre vincitrici del campionato o piazzate comunque sul podio nei rispettivi tornei nazionali).
La prima edizione prese il termine di Coupes des Nations di calcio e venne disputata nell'estate del  1930 a Ginevra in Svizzera; l'organizzazione venne delegata dall'ASF al club del Servette, campione svizzero che festeggiava proprio quell'anno i 40 anni dalla sua fondazione. L'organizzazione del torneo avvenne in contrasto con il campionato mondiale di calcio, che si tenne nello stesso periodo in Uruguay; per l'occasione infatti, solo poche nazionali europee (Belgio, Francia, Jugoslavia e Romania) avevano mandato la loro rappresentativa. La prima edizione della Coppa dei Vincitori segnò anche l'inaugurazione dello Stadio Charmilles.
La competizione, che perse notevolmente di spessore nel corso degli anni (nel 1932 e nel 1933 non venne neppure disputata), si legò per le edizioni del  1931 e del 1935 agli eventi delle esposizioni internazionali di Parigi e di  Bruxelles. L'ultima edizione, disputata nel 1937, riacquisì l'antico splendore, vedendo la partecipazione di numerosi club campioni dei rispettivi campionati nazionali. Venne disputata a Parigi in occasione dell'Esposizione internazionale e venne vinta dalla squadra italiana del Bologna Calcio.
La Coppa, fatta eccezione per l'edizione del 1937 che venne realizzata da un pool di scultori partecipanti all'Expo Universale di Parigi, venne messa in palio dalla Federazione Svizzera ed era simile nella forma alla prima versione della Coppa delle Coppe, vinta dalla Fiorentina nel 1961.

## Prima Edizione - Coupe des Nations 1930
Squadre Partecipanti
 First Vienna Vincitore della Coppa d'Austria
 Club Bruges Vincitore del Campionato Belga
 Slavia Praga Vincitore del Campionato Cecoslovacco
 Sète Vincitore della Coppa di Francia
 Greuther Fürth Vincitore del Campionato Tedesco
 Újpest Vincitore del Campionato Ungherese
 Bologna Vincitore del Campionato Italiano
 Go Ahead Eagles Vincitore del Campionato Olandese
 Real Unión Vincitore della Coppa di Spagna
 Servette Vincitore del Campionato Svizzero
Primo Turno
28 giugno:  Servette -  First Vienna 0-7
29 giugno:  Sète –  Greuther Fürth 3-4 (dopo i tempi supplementari)
29 giugno:  Slavia Praga –  Club Bruges 4-2
30 giugno:  Újpest –  Real Unión 3-1
Ammesse di diritto ai Quarti di Finale:  Go Ahead Eagles e  Bologna
Round di Consolazione
1 luglio:  Servette –  Club Bruges 2-1
1 luglio:  Real Unión -  Sète 5-1
Round Intermedio
2 luglio:  Go Ahead Eagles –  Bologna 0-4
(la vincitrice del Round Intermedio affronta la peggior vincente del Round di Consolazione; la perdente del Round Intermedio e la miglior vincente del Round di Consolazione vengono inserite nei sorteggi standard dei quarti di finale).
Quarti di Finale
2 luglio:  First Vienna -  Greuther Fürth 7-1
3 luglio:  Go Ahead Eagles -  Újpest 0-7
3 luglio:  Real Unión -  Slavia Praga 1-2
4 luglio:  Servette -  Bologna 4-1
Semifinali
5 luglio:  Újpest -  Servette 3-0
5 luglio:  First Vienna -  Slavia Praga 1-3
Finale Terzo Posto
6 luglio:  First Vienna -  Servette 5-1
Finale
6 luglio:  Újpest -  Slavia Praga 3-0
Charmilles Stadium, Ginevra - 22.000 spettatori
Újpest: János Aknai, Gyula Dudás, József Fogl III (C), Ferenc Borsányi, Béla Volentik, János Víg, Albert Ströck, István Avar, János Köves, Illés Spitz, Gábor P. Szabó
Trainer: Lajos Bányai.
Slavia: František Plánicka, Adolf Fiala, Antonín Novák, Antonín Vodicka, Adolf Šimperský, Václav Šubrt, František Junek, Jindrich Šoltys, František Svoboda (C), Antonín Puc, Václav Bára
Trainer: Johny William Madden.
Arbitro: Stanley Rous (Inghilterra)
Reti: 25', 64' e 77' János Köves.

## Seconda Edizione - Tournoi de l'Exposition Coloniale 1931
Disputato dal 6 al 14 giugno a Parigi allo Stade olympique Yves-du-Manoir e allo Stadio Yves du Manoir.
Quarti di Finale
 Slavia Praga -  Club Français 4-1
 Urania Ginevra -  RC France 3-0
 Racing Santander -  Wanderers 3-1
 First Vienna -  Germinal Beerschot 7-1
Semifinali
 Urania Ginevra -  First Vienna 2-1
 Slavia Praga -  Racing Santander 5-1
Finale
 Urania Ginevra -  Slavia Praga 2-1
Urania: Nicollin, Bovy, Wiederkehr, Loichot, Schaden, Berchien, Kramer, Syrvet, Sekoulitch, Ross, Stadler
Slavia: Planicka, Zenisek, Novak, Vodicka, Simperski, Gernicky, Junek (Surbek), Joske, Svoboda, Cambal, Falt.
Reti: 11' Sekoulitch, 88' Kramer; 90' Svoboda

## Terza Edizione - Coppa dei Vincitori di Coppa 1934
Gruppo 1
20-06-1934
 Kickers Stoccarda –  Einheit Dresda 2-1 (a Berlino)
21-06-1934
 Eintracht Francoforte –  Roma 3-3 (a Francoforte)
23/06/1934
 Kickers Stoccarda –  Eintracht Francoforte 1-1 (a Monaco di Baviera)
24/06/1934
 Einheit Dresda –  Roma 2-1 (a Dresda)
27/06/1934
 Einheit Dresda –  Eintracht Francoforte 0-0 (a Bonn)
27/06/1934
 Kickers Stoccarda –  Roma 0-1 (a Stoccarda)
Classifica Gruppo 1
| Squadra               | P | G | V | N | S | GF | GS |  |
| --------------------- | - | - | - | - | - | -- | -- |  |
| Roma                  | 3 | 3 | 1 | 1 | 1 | 5  | 5  |  |
| Eintracht Francoforte | 3 | 3 | 0 | 3 | 0 | 4  | 4  |  |
| Einheit Dresda        | 3 | 3 | 1 | 1 | 1 | 3  | 3  |  |
| Kickers Stoccarda     | 3 | 3 | 1 | 1 | 1 | 3  | 3  |  |

Gruppo 2
07/06/1934
 Young Boys –  Swarovski Tirol 3-2 (a Berna)
07/06/1934
 Ferencváros –  Sète 9-0 (a Zurigo)
09/06/1934
 Swarovski Tirol –  Ferencváros 1-4 (a Ginevra)
09/06/1934
 Sète –  Young Boys 2-2 (a Basilea)
12/06/1934
 Young Boys –  Ferencváros 4-3 (a Berna)
12/06/1934
 Sète –  Swarovski Tirol 2-2 (a Zurigo)
Classifica Gruppo 2
| Squadra         | P | G | V | N | S | GF | GS |  |
| --------------- | - | - | - | - | - | -- | -- |  |
| Young Boys      | 5 | 3 | 2 | 1 | 0 | 9  | 7  |  |
| Ferencváros     | 4 | 3 | 2 | 0 | 1 | 16 | 5  |  |
| Sète            | 2 | 3 | 0 | 2 | 1 | 4  | 13 |  |
| Swarovski Tirol | 1 | 3 | 0 | 1 | 2 | 5  | 9  |  |

Finale
01/07/1934
 Young Boys –  Roma 0-3 (a Berna)

## Quarta Edizione - Tournoi de l'Exposition Universelle de Bruxelles 1935
Squadre partecipanti
 RWD Molenbeek
 Ajax
 Feyenoord
 Anversa
 Wisła Cracovia
 Sochaux
 Kickers Offenbach
 Chemnitz
Quarti di Finale
5-6-1935
 Wisła Cracovia -  Chemnitz 7-5
6-6-1935
 Anversa -  Feyenoord 4-2
7-6-1935
 Ajax -  Kickers Offenbach 2-1
7-6-1935
 Sochaux -  RWD Molenbeek 2-1
Semifinali
9-6-1935
 Ajax -  Wisła Cracovia 5-3
9-6-1935
 Sochaux-  Anversa 8-0
Finale Terzo Posto
11-6-1935
 Anversa -  Wisła Cracovia 3-2
Finale
11-6-1935
 Ajax -  Sochaux 2-1

## Quinta Edizione - Torneo Internazionale dell'Expo Universale di Parigi 1937
Squadre partecipanti
 Austria Vienna
 VfB Lipsia
 Slavia Praga
Template:Phöbus Budapest
 Chelsea
 Olympique Marsiglia
 Bologna
 Sochaux
Quarti di Finale
30-5-1937
 Austria Vienna -  VfB Lipsia 2-0
30-5-1937
 Slavia Praga - Template:Phöbus Budapest 2-1
30-5-1937
 Chelsea -  Olympique Marsiglia 1-1 (Chelsea qualificato per sorteggio)
30-5-1937
 Bologna -  Sochaux 4-1
Semifinali
3-6-1937
 Chelsea -  Austria Vienna 2-0
3-6-1937
 Bologna -  Slavia Praga 2-0
Finale Terzo Posto
5-6-1937
 Slavia Praga -  Austria Vienna 3-0
Finale
6-6-1937
 Bologna -  Chelsea 4-1

## Albo d'oro
| Edizione | Anno | Sede della finale                       | Vincitore      | Finalista/Secondo posto |
| -------- | ---- | --------------------------------------- | -------------- | ----------------------- |
| I        | 1930 | Charmilles Stadium (Ginevra)            | Újpest         | Slavia Praga            |
| II       | 1931 | Stadio di Colombes (Parigi)             | Urania Ginevra | Slavia Praga            |
| III      | 1934 | Wankdorfstadion (Berna)                 | Roma           | Young Boys              |
| IV       | 1935 | Stadio Heysel (Bruxelles)               | Ajax           | Sochaux                 |
| V        | 1937 | Stade olympique Yves-du-Manoir (Parigi) | Bologna        | Chelsea                 |

## Fonti
Natale Bertocco, L'ABC dello Sport, Edizioni Garzanti CSI, 1953, Seconda Edizione, pag. 227.